# Ủy ban Truyền thông Liên bang
Ủy ban Truyền thông Liên bang (tiếng Anh: Federal Communications Commission, viết tắt FCC) là một cơ quan độc lập trong Chính phủ Hoa Kỳ chuyên môn về những vấn đề truyền thông. Cơ quan này do đạo luật Quốc hội thành lập và trao quyền (xem 47 U.S.C. § 151 và 47 U.S.C. § 154), và đa số ủy viên được Tổng thống bổ nhiệm. Ủy ban hoạt động theo sáu mục đích chiến lược trong các khu vực truyền không dây (broadband), cạnh tranh, các khối tần số radio, báo chí, an toàn công cộng và nội an (homeland security), và hiện đại hóa Ủy ban.
Ủy ban được thành lập do Đạo luật Truyền thông 1934 để kế tiếp Ủy ban Radio Liên bang và nhận trách nhiệm điều tiết bất cứ ai ngoài Chính phủ liên bang sử dụng quang phổ radio (bao gồm truyền thanh và truyền hình), và viễn thông xuyên bang (dây nói, vệ tinh, và dây cáp), cũng như các đường giao thông quốc tế bắt đầu hay kết thúc tại Hoa Kỳ. Cơ quan này là một phần quan trọng của chính sách viễn thông của nước Mỹ. Ủy ban nhận trách nhiệm điều tiết dây nói từ Ủy ban Thương mại Xuyên bang (Interstate Commerce Commission). Phạm vi của Ủy ban là cả 50 tiểu bang, Đặc khu Columbia, và các vùng quốc hải và tiểu đảo xa. Tuy nhiên, Ủy ban cũng cộng tác với, giám sát, hay lãnh đạo những cơ quan truyền thông tương ưng ở một số quốc gia Bắc Mỹ gần sát. Theo đề nghị năm 2009, Ủy ban có ngân sách là 466 triệu đô la Mỹ, trong đó một triệu đô la Mỹ do người dân đóng thuế và phần còn lại là tiền đòi trong việc điều tiết. Cơ quan có 1.899 nhân viên tương
đương với làm việc trọn thời gian (Full-Time Equivalent).